# Замок Форд
Замок Форд (англ. Ford Castle) — средневековое укрепление, расположено на севере Англии в графстве Нортумберленд на границе с Шотландией. В двух милях к северо-западу от него расположен замок Итал, хозяева которого долгое время враждовали с Херонами, владельцами Форда.

## История
Первое строение на месте современного замка построил в XIII веке Одинель де Форд, но уже в 1314 году оно было разрушено королём Шотландии Робертом Брюсом. Далее через брак Мэри, дочери Одинеля, владения перешли к её супругу, сэру Уильяму Херону. 16 июля 1338 года он получил разрешение построить на своих землях замок, и вскоре был воздвигнут Форд — четырёхугольное в плане строение с внутренним двором, в углах стен которого располагалось четыре башни. Указом короны Уильям был освобожден от выплаты пошлин и получил дозволение держать в замке гарнизон из сорока воинов, устроить его окрестностях рынок и проводить ярмарки.
Так как замок стоял на границе, он неоднократно подвергался набегам со стороны шотландцев. Кроме того, владельцы Форда долгое время враждовали с хозяевами соседнего замка Итал, а в 1428 году Уильям Херон, потомок основателя замка, был убит Джонном Маннерсом из Итала. Известно, что ещё один из его потомков, Джон Херон по прозвищу Бастард, напал на шотландского дворянина Роберта Кера из клана Керр и убил его. Самому Джону удалось бежать, но один из сообщников был схвачен и казнен через повешение. Смерть Роберта Кера положила начало вражде между Херонами и Керрами, которая продлилась более ста лет и завершилась только в 1660 году.
В 1513 году шотландская армия под предводительством короля Якова IV вторглась на территорию Англии и захватила многие крепости, в том числе и замок Итал. В замке Форд Яков IV пробыл несколько суток. Существует легенда, объясняющая столь пристально внимание короля к замку — считается, что он увлекся леди Элизабет Херон, муж которой, сэр Уильям, находился в плену у шотландцев. Спальня леди Элизабет располагалась этажом выше комнаты, где остановился король, и два этих помещения были соединены потайной лестницей. Вероятно, леди вступила в связь с Яковом, преследуя две цели — добиться освобождения мужа и выведать у короля военную информацию. Как бы то ни было, 5 сентября 1513 года Яков покинул замок и поджёг его, а через четыре дня был убит в битве при Флоддене.
После сражения сэр Уильям был выпущен на свободу, а его брату, Бастарду Джону, было даровано прощение за проявленную про Флоддене храбрость. Владения сэра Уильяма унаследовала его дочь Элизабет. В 1551 году она сочеталась браком с Томасом Керром, благодаря своевременному вмешательству которого в 1549 году замок удалось защитить от его соотечественников-шотландцев и спасти от окончательного разрушения. Брак отпрысков двух противоборствующих фамилий стал поводом для возобновления вражды между Херонами и Керрами.
В 1603 году в связи с прекращением приграничных войн стратегическое значение Форда ослабло, и замок был перестроен. В 1661 году дворянин Фрэнсис Блейк женился на Элизабет Керр, которая унаследовала замок, и через этот брак стал новым хозяином Форда. В 1689 году Фрэнсис был посвящён в рыцари и продолжил работу над усовершенствованием замка. После его смерти в 1717 году замок несколько раз переходил из рук в руки и за это время значительно обветшал. В 1761 году его приобрел сэр Джон Хасси Делаваль и перестроил Форд, превратив средневековую крепость в особняк в тюдоровском стиле. Были обновлены стены, воздвигнуты новые башни, а вокруг разбиты сады. В 1808 году сэр Делаваль умер и оставил Форд в наследство внучке по имени Сьюзан, которая вышла замуж за маркиза Уотерфорда.
После смерти 3-го маркиза Уотерфорда в 1859 году замок перешел в собственность его вдовы, леди Луизе Энн. Новая владелица занялась перепланировкой замка, и результары её трудов сохранились до наших времен. В 1891 году она скончалась. Право владения Фордом вернулось к родственникам её супруга, а спустя несколько лет, в 1907 году, эти земли вкупе с замком Итал приобрел Джеймс, 1-й барон Джойси. В настоящее время замок находится под государственной опекой.

## Информация для посетителей
Замок открыт для посещения с 21 марта по 30 октября ежедневно с 10:30 до 12:30 и с 13:30 до 17:30. Взрослый билет: £1,75. Детский билет: 75p.